# Joan Plowright
Joan Ann Plowright, barones Olivier, DBE, bekend als Dame Joan Plowright (Brigg, 28 oktober 1929 – Northwood, 16 januari 2025) was een Britse actrice.

## Loopbaan
Plowright maakte haar theaterdebuut in 1948 en verwierf bekendheid met haar rollen in het Royal Court Theatre in de Londense West End en als lid van theatergezelschap de National Theatre Company in de tijd dat dit gezelschap in de Londense Old Vic speelde (1963-1976) en haar tweede echtgenoot Laurence Olivier, die het gezelschap had opgericht, daarvan artistiek directeur was. Samen met hem speelde ze in 1957 in The Entertainer van John Osborne.
Plowright speelde op het podium diverse Shakespeare-rollen en trad daarnaast op in onder meer The Crucible van Arthur Miller (1956), Major Barbara van Bernard Shaw (1958), A Taste of Honey van Shelagh Delaney (1960), Saint Joan van Shaw (1963, titelrol), Three Sisters van Tsjechov (1967-68), Tartuffe van Molière (1967-68), Who's Afraid of Virginia Woolf? van Edward Albee (1981), The Cherry Orchard van Tsjechov (1983) en Time and the Conways van J.B. Priestley (1990).
Plowright wist haar theatercarrière te combineren met een filmcarrière en speelde in tientallen film- en televisieproducties. Haar filmdebuut was Moby Dick uit 1956. In Nederland werd ze vooral bekend als Martha Wilson in Dennis the Menace. Verder speelde ze de Nanny (de huishoudster) in 101 Echte Dalmatiërs en tante Lucinda in The Spiderwick Chronicles. Ze speelde ook de hoofdrol in Drowning by Numbers van Peter Greenaway.
Verder sprak zij de stem in van Miss Plushbottom in de animatiefilm Curious George en sprak zij de stem in van Baylene in de animatiefilm Dinosaur uit 2000.
Plowright won een Tony Award voor haar rol van Josephine in A Taste of Honey op Broadway en een Golden Globe voor haar rol van Mrs Fisher in de film Enchanted April uit 1991, die haar bovendien een Oscar-nominatie opleverde.
Plowright overleed op 95-jarige leeftijd.